# Metzing
Metzing é uma comuna francesa na região administrativa de Grande Leste, no departamento de Mosela. Estende-se por uma área de 6,45 km². Em 2010 a comuna tinha 662 habitantes (densidade: 102,6 hab./km²).